# Языков, Пётр Григорьевич
Пётр Григо́рьевич Языко́в (1756—1826 или 1827) — генерал-майор, участник войн против Наполеона.

## Биография
Родился в 1756 году, происходил из дворян Муромского уезда Владимирской губернии, сын отставного прапорщика Григория Семёновича Языкова.
В военную службу записан 12 октября 1768 года капралом в Тобольский мушкетерский полк. 9 июня 1769 года явился в полк налицо и был произведён в прапорщики.
В 1771—1773 годах Языков находился в Польше, где принимал участие в кампании против польских конфедератов. В 1774 году он сражался на Урале с повстанцами Пугачёва.
31 марта 1776 года Языков был переведён в Генеральный Штаб «обер-квартирмейстером майорского чина», 10 сентября 1778 года зачислен подполковником в Псковский пехотный полк.
В 1788—1790 годах Языков сражался в Финляндии против шведов. В кампании 1789 года он отличился при взятии укрепленных селений Сутлуйоки и Тавастиль, за что 21 апреля был произведён в полковники. В следующем году он отличился при атаке шведских батарей у деревни Герлийоки.
8 сентября 1790 года Языков был награждён орденом св. Георгия 4-й степени (№ 400 по кавалерскому списку Судравского и № 753 по списку Григоровича — Степанова)
За мужественные подвиги, оказанные в действиях против неприятеля в шведскую войну.
В 1792 году он вновь был в делах против поляков. В кампании 1794 года против повстанцев Костюшко он за отличие при штурме Праги и взятии Варшавы получил золотую шпагу с надписью «За храбрость». 1 января 1795 года Языков получил чин бригадира с назначением вторым комендантом Варшавы.
22 мая 1797 года он был уволен в отставку без объяснения причин.
19 июля 1801 года Языков императором Александром I был возвращён на службу, произведён в генерал-майоры и назначен дежурным генералом при Военной коллегии. 18 апреля 1803 года перемещён на должность Воронежского военного коменданта и шефа Воронежского гарнизонного батальона. 21 сентября 1810 года он освободил занимаемые должности и определен состоять по армии.
17 января 1811 года Языков получил назначение на должность шефа Саратовского пехотного полка и командира 2-й бригады 13-й пехотной дивизии. В августе 1812 года его бригада была переброшена из Крыма, где она квартировала, в армию Чичагова. Там Саратовский полк участвовал в стычках и перестрелках с польскими разъездами у селения Павловичи и при занятии Устилуга. Затем Языков с бригадой двинулся в направлении Брест-Литовска, очищая от поляков и французов западные губернии Российской империи, и находился в преследовании отступавших французов до Варшавы.
С 28 января 1813 года Языков находился при осаде крепости Модлина. 29 июня при отражении вылазки французов Языков был контужен ядром в правое бедро, и отправлен на лечение в своё имение. Среди прочих наград за отличия против Наполеона Языков имел ордена св. Анны 2-й степени с алмазами, св. Владимира 3-й степени, золотую шпагу с надписью «За храбрость» и алмазными украшениями, а также прусский орден Pour le Mérite.
В мае 1814 года (по другим данным — 25 сентября того же года) Языков вернулся в действующую армию на прежнюю должность. 28 декабря 1816 года он был назначен начальником штаба 8-го пехотного корпуса и некоторое время спустя был перемещён на ту же должность в 6-й пехотный корпус.
1 февраля 1818 года (по другим данным 3 марта) назначен начальником 1-го округа Отдельного корпуса внутренней стражи.
О дальнейшей судьбе Языкова имеются сильные разночтения. В «Словаре русских генералов» говорится что он в январе 1826 года вышел в отставку. А. А. Подмазо в своих «Комментариях» к этому словарю указывает, что Языков в отставку не выходил и, оставаясь на службе, скончался ранее 18 марта 1826 года, поскольку этим числом он исключён из служебных списков как умерший. По данным С. В. Волкова Языков умер в 1827 году, эту же дату называет и В. К. Судравский. В «Родословном сборнике русских дворянских фамилий» В. В. Руммеля и В. В. Голубцова сказано, что Языков скончался ранее 1828 года.
Языков был женат дважды, и оба раза на остзейских немках. Первый раз на Александре Васильевне урождённой баронессе Менгден-фон-Альтенфогт, второй раз с 1792 г. на графине Анне Васильевне Мантойфель (1775-1838 гг.), их сын Александр был генерал-лейтенантом и директором Императорского училища правоведения.